# Istarska marka
Istarska marka (markgrofovija) nastala je kao franačka marka u doba Karolinga koja je pokrivala istarski poluotok i pripadajući teritorij, što je obuhvaćalo područje od Julijskih Alpa i kraškog platoa do kvarnerskog otočja, osvojen od Pipina Talijanskog (sina Karla Velikoga) 789. godine. Uz Kranjsku marku, služila je za obranu prvo od Slavena, a potom i od Mađara. Istarska marka se često poistovjećuje s Meranijom nazivom koji se kasnije upotrebljava.
Marka je nastala 799. godine. U prvom desetljeću 9. st. njome je upravljao istarski vojvode Ivana, nominalno još uvijek kao bizantski podanik, iako je to već bilo franačko vojvodstvo. Tada je obuhvaćala devet gradova, od kojih je najvažniji bio Trst. Zajedno s Dalmacijom i Venecijom 812. ponovo dolazi pod vlast Bizanta, iako on ne uspijeva zadržati vlast i cijelo područje postaje dijelom Furlanskog vojvodstva i marke.
Nakon što je rimsko-njemački car Oton I. Veliki 952. osvojio sjevernu Italiju, predao je Veronsku marku i Istru svojemu bratu vojvodi Henriku I. Bavarskom, koji je već upravljao Koruškom markom. Car Oton II. odijelio je Korušku od Bavarske i postavio je kao samostalno vojvodstvo 976., koje je uključivalo i Istru. U kasnome 10. st. pojavljuju se istarski grofovi, ali je Istra sjedinjena s Kranjskom markom 1040., pod Poponom I. Weimarom, za cara Henrika III. On je izdvojio Istru kao samostalnu marku pol. 11. st. i predao ju velikašu Ulriku I. Weimar-Orlamündeu. Zauzet ratovima u Poljskoj i Ugarskoj, borbom za investituru s reformskim papinstvom te sukobom sa svojim nasljednikom, car Henrik IV. u Istri se potpuno oslonio na Ulrika i njegove nasljednike, čime je naglo ojačala uloga istarskih crkvenih i svjetovnih feudalaca. 
Henrik IV. nominalno je pridružio marku Akvilejskom patrijarhatu, iako je teritorij i titulu u svom nazivu zadržala Kranjska. Ulrikovim imenovanjem za istarskog markgrofa Carstvo nije uspjelo steći i hrvatsko područje od Učke do Rječine, a Ulrik je, nastojeći vojnim pohodom (1069. – 1070.) prisvojiti taj prostor, smrtno ranjen u okršaju sa slavonskim banom i kasnijim hrvatskim kraljem Dmitrom Zvonimirom. Istočna Istra (sjeverno od Raše) pod upravu istarskog markgrofa došla je tek u razdoblju nakon smrti posljednjega hrvatskoga kralja iz dinastije Trpimirovića Stjepana II. (1091.) i dolaska Kolomana Arpadovića na hrv. prijestolje (1102.), najvjerojatnije u vrijeme markgrofovstva Ulrikova sina Popona II. (1090. – 1101.).
Budući da Popon II. nije imao sinove, na položaju markgrofa nasljednim su se sustavom po ženskoj liniji tijekom 12. st. smjenjivale velikaške obitelji Spanheim i Andechs. Budući da je tijekom tog stoljeća carska vlast u Istri bila bez utjecaja i da su sami markgrofovi (kao moćni knezovi obnašali su više različitih i važnijih funkcija diljem Carstva) Istru prepuštali svojim namjesnicima te ih ondje i obdarivali velikim posjedima, narušeno je upravno jedinstvo markgrofovije i omogućeno postupno osamostaljivanje gradova (autonomija komunalnog tipa) – osobito na zapadnoj obali Istre, gdje je Venecija, kao zaštitnica gradova, snažila svoju poziciju i utjecaj. I crkveni su dostojanstvenici vojno štitili svoje posjede i upravljali uz pomoć moćnih plemića (advocatus). 
Međusobno se sporeći oko granica svojih jurisdikcija i crkvene desetine, biskupi su se oko vlasništva i granica nad pojedinim feudima istovremeno sukobljavali i sa samostanima i sa svjetovnim posjednicima. Premda im je kratkoročno uspijevalo proširiti svoja imanja, s vremenom su ona prelazila u vlasništvo njihovih advokata, a Akvilejskomu patrijarhatu nakon upornih je pokušaja uspjelo nametnuti im ne samo crkvenu jurisdikciju već i vrhovnu vlast te je otada patrijarh imenovao istarske markgrofove.
Feudalna je anarhija omogućila prisvajanja i stvaranje privatnih kneževstvo (njem. Grafschaft, npr. grofova Goričkih, gospode Devinske i dr.) i gospoštija (njem. Herrschaft, npr. Prampergera, Krottendorfera, Waltersteina i dr.), ali i postupno oslobađanje od feudalne vlasti i utjecaja biskupa u gradovima u kojima se gradila komunalna samouprava. No onoliko koliko je slabio nadzor pokrajinskih vlasti nad gradovima, toliko je za njih raslo zanimanje Mletačke Republike kao pomoćne sile. Početno je savezništvo gradova u njihovu nastojanju da ostvare što širu političku autonomiju u odnosu na središnju vlast Venecija iskoristila za učvršćivanje svoje vlasti nad njima. Kada su komune počele odbijati zaštitničke usluge Venecije, stvarajući po potrebi i međusobne saveze (npr. Pula, Izola i Kopar 1145.), Mlečani su ih vojnim intervencijama prisiljavali na poslušnost, namećući im teže uvjete ovisnosti i prisiljavajući ih na nove prisege vjernosti. Za takvih su ratnih pohoda gradovi obično bivali i opljačkani (npr. Pula 1195.). Tako su Mletci zadobili utjecaj na zapadu Istre, a u preostali dio potpao je de facto pod Kranjsku. Još 1173. je velikaška obitelj Andechs pripojila Istru svojemu Meranskom vojvodstvu. 
Do prekretnice u raspolaganju markgrofovijom kao obiteljskom baštinom Andechs-Meranskih došlo je 1209. Car Oton IV. predao ju je na upravu akvilejskom patrijarhu Volfgeru, nakon što je Henrik IV. Andechs (kao jedan od osumnjičenika za umorstvo cara Filipa Švapskog osuđen na zasjedanju njemačkih staleža u Frankfurtu (1208.) i kažnjen gubitkom svih gospoštija i državnih lena, pa tako i Istarske markgrofovije. S obzirom na položaj novih markgrofova, koji kao crkveni velikodostojnici nisu mogli neposredno djelovati na vojnom planu, čelništvo je gradskih zajednica Istre nastojalo uz pomoć Venecije izboriti punu komunalnu autonomiju. Takav je razvoj događaja doveo do odlučna protuudara istarskih markgrofova / akvilejskih patrijarha. No markgrofovi su se morali oslanjati na pomoć svojih advokata – pripadnika moćnih plemenitih obitelji, koje su u takvim službama vidjele prigodu za ostvarivanje vlastitih interesa. U takvom su okružju gradske zajednice postale predmetom spora Venecije, istarskih markgrofa i velikaških obitelji Istre, koji je završio predajom gotovo svih znamenitijih gradova zapadne Istre Mlečanima (Poreč 1267., Umag 1269., Novigrad 1270., Sveti Lovreč 1271., Kopar 1279. te Piran i Rovinj 1283). 
Sredinom 13. stoljeća akvilejski patrijarsi prestaju imenovati markgrofove i izravno upravljaju tad već nepostojećom Istarskom markom. Cijelo je 13. st. potom obilježeno ratovima s Venecijom za istarsku baštinu, nakon kojih su se markgrofovi (posredno patrijarsi), uz godišnju odštetu, mirovnim ugovorima s Mlečanima (1291., 1307.) odrekli svojih prava na izgubljene gradove. Propao je i pokušaj da se nadzor nad Pulom zadrži oslanjanjem na njezinu najmoćniju obitelj, Castropola. Veneciji je uspjelo 1331. protjerati Castropole te preuzimanjem Pule ostvariti nadzor i nad južnom Istrom. Slom moći obitelji Castropola u Puli bio je presudnim događajem za cjelovitost Istarske markgrofovije, jer je time izgubljeno zadnje veliko markgrofovsko uporište na jugu Istre. Kopar je bio posljednji grad koji se je pokušao (1348.) osloboditi mletačke vlasti. Gubitci su tih dviju najmoćnijih istarskih komuna bili presudnim događajima za cjelovitost Istarske markgrofovije. 
Zapadna istarska obala trajno je ušla u sastav Mletačke Republike. 
Konačan udarac markgrofovima, a time i patrijarsima Venecija je zadala u ratu 1420. – 1421. Tada joj je uspjelo u Istri zauzeti Labin, Plomin, Milje, Buzet i Kostel, ali i osvojiti samu Akvileju, čime je svjetovna vlast akvilejskog patrijarha prestala postojati, a mletački dužd nominalno postao istarskim markgrofom. Iz tog su višestoljetnog sukoba na kraju kao pobjednici izišli Venecija i knezovi Gorički. Istra je u političkom smislu podijeljena na obalni (mletački) i unutarnji (austrijski) dio. Budući da je vladarska kuća Habsburg nosila titulu kranjskih vojvoda od 1364., Habsburzi su tada dodali Istarsku markgrofoviju među svoje nasljedne zemlje.

## Popis istarskih markgrofova
- Hunfrid (o. 799.) (?)
- Ivan, vojvoda istarski (o. 804.)
- Veriand, vojvoda istarski
- Hadamut, vojvotkinja istarska (!)
- Popon I. Weimar (1012. – 1044.)
- Ulrik I. Weimar (1060. – 1070.)
- Henrik I. Weimar (1077. – 1090.)
- Engelbert I. Spanheim (1090. – 1096.)
- Burhard Spanheim, vojvoda istarski (1093. – 1101.)
- Popon II. Weimar-Orlamünde, vojvoda istarski (1096. – 1098.)
- Ulrik II. Weimar-Orlamünde (1098. – 1107.)
- Engelbert II. Spanheim, vojvoda koruški (1107. – 1124.)
- Engelbert III. Spanheim, vojvoda istarski (1124. – 1173.)
- Bertold I. Andechs (1173. – 1188.)
- Bertold II. Andechs, vojvoda meranski (1188. – 1204.)
- Henrik II. Andechs, vojvoda istarski (1204. – 1228.)
- Oton I. Andechs, vojvoda meranski (1228. – 1234.)
- Oton II. Andechs, vojvoda meranski (1234. – 1248.)

## Također pogledajte
- Istra
- Markgrofovija Istra
- Povijest Istre
- Povijest Hrvatske